# USS Wilmington (CL-111)
USS Wilmington (CL-111) – amerykański lekki krążownik typu Fargo. Nazwa okrętu pochodzi od miasta w stanie Delaware.

## Historia
Stępka okrętu została położona 5 marca 1945 w stoczni William Cramp and Sons, ale w związku z postępem walk w czasie II wojny światowej, kontrakt na budowę okrętu został anulowany 12 sierpnia 1945, a kadłub został złomowany na pochylni.